# Џон Ленон
Џон Винстон Ленон (енгл. John Winston Lennon), касније Џон Оно Ленон (енгл. John Ono Lennon; Ливерпул, 9. октобар 1940 — Њујорк, 8. децембар 1980) био је енглески музичар, композитор и гитариста Битлса. Његова креативна каријера је садржала и епизоде у којима се може описати као политички активиста, уметник, глумац и писац. Био је део Ленон—Макартни тима који је веома утицао на развој рок музике. Постао је културна икона 20. века. Џон Ленон је један од најпопуларнијих и најутицајнијих музичара и његове песме су рангиране међу најбоље и најслушаније песме 20. века.
Најпознатије песме из соло каријере су му Imagine, Jealous Guy, Give Peace a Chance.
Био је ожењен Јапанком Јоко Оно.

## Биографија
Џон Ленон није имао лако детињство, отац (Алфред Ленон бродски стјуард) је породицу напустио врло брзо после његовог рођења, а мајка (Џулија Ленон) малог Џона је поверила на васпитање својој сестри, а сама је трагично умрла приликом преласка улице када је њему било седамнаест година, што је обележило Џонов цео живот. Имао је две полусестре. Од седме године је смишљао песмице које је испраћао својим цртежима и био је пасионирани читалац. Године 1952. је, као ученик гимназије, почео да свира на гитари и потом са пријатељем Петом Шотоном основао своју прву музичку групу The Quarry Men, која је добила име по средњој школи коју су обојица похађали.
Историја групе Битлси почела је године 1957, када се на путу у енглески Волтон упознао са Полом Макартнијем, кога је довео у своју групу као гитаристу. Овим је настао најславнији састав свих времена. Ова два музичара су сарађивали на писању песама и у прве две године су написали око стотину песама.
Џона Ленона нису превише интересовале студије, па је прешао у уметничку школу, у којој је упознао Стјуарта Сатклифа, којега је довео у групу која је 1960. године постала дефинитивно позната као Битлси.
Године 1962. се Џон оженио својом пријатељицом из школе Синтијом Пауел, а следеће године су добили сина Џулијена.
Године 1964. Ленон је издао књиге In His Own Write и после годину дана следећу A Spaniard in the Works које су постали бестселери.
Година 1966. била је важна у животу Џона Ленона и тада се он упознао са својом животном љубави, контроверзном јапанском уметницом Јоко Оно, са којом се после две године и оженио. Са њом је направио албум, учествовао у противратним протестима и приређивао мировне хепенинге.
Године 1970. су се Битлси дефинитивно распали, а супружници Ленон су се преселили у САД. Овде је Ленон имао проблеме са имиграционим уредом јер је користио дроге, али је 1976. године добио „зелену карту“. Године 1975. је са Јоко Оно добио сина по имену Шон. После рођења сина се повукао и тек после пет година поново почео да се бави музиком.

## Убиство
Убијен је 8. децембра 1980. године. Убио га је Марк Дејвид Чапман испред зграде Дакота у Њујорку, недуго пошто је Ленон довршио један свој албум. У тренутку смрти имао је 40 година. Његовом су смрћу, иако десет година касније, и симболично завршене шездесете и све што су оне представљале.

## Дискографија

### Соло
- John Lennon/Plastic Ono Band (1970)
- Imagine (1971)
- Mind Games (1973)
- Walls and Bridges (1974)
- Rock 'n' Roll (1975)

### Са Јоко Оно
- Unfinished Music No. 1: Two Virgins (1968)
- Unfinished Music No. 2: Life with the Lions (1969)
- Wedding Album (1969)
- Yoko Ono/Plastic Ono Band (1970)
- Some Time in New York City (1972)
- Double Fantasy (1980)

## Галерија
- Ленон 1964.
- Џон Ленон 1969. године, изводи песму
- Јоко Оно и Џон Ленон када су се венчали марта 1969. године
- Улаз у зграду Дакота где је убијен Џон Ленон